# 达脑语
达脑语是缅甸一种孟高棉语。它是佤德昂语支中与其他语言差别最大的一种语言（Sidwell 2010）。达脑语由掸邦格劳镇昂班附近5千人使用。在联合国教科文组织2010年的世界濒危语言地图集中达脑语是“严重濒危”。

## 名词
达脑语/dənɔ/是族群的缅语名；达脑人自己对族群和语言的称呼是/tʰənɔʔ/。一种普遍的变体是/kənɔʔ/。

## 使用者
达脑族群在缅甸不有名。即便是在昂班，当地人把达脑和另一种少数民族——达努混淆的情况也很普遍。据历史记录，达努人是服侍在18世纪建立贡榜王朝的雍笈牙的弓箭手。达努人在对泰国的战争结束后回到宾德亚地区，说一种和书面文本相差无几的缅语变体。达脑人则使用一种完全不同的南亚语，其中有大量缅语借词（有巴利语经缅语传入的借词）。
达脑族生活在Taungbohla、Thaethit、Htinyugon、Chaunggya和Naung In等几个村，距昂班不远。因为这些村庄被勃欧人聚落围绕，达脑人倾向于说勃欧语和缅语。尽管达脑族人数很小，达脑语却正在复兴、母语儿童正在增加，与语言学家Gordon H. Luce在1965年的语言“达脑语是正在死亡的语言”相反。达脑族大都是农民，种芝麻、姜黄、姜、辣椒、花生和土豆等粮食、经济作物。

## 音系
有些资料显示达脑语有4个声调，而其他资料和母语者则称有3个声调。

## 更多
- 达脑语，一种缅甸濒危语言的初步记录（页面存档备份，存于）
- Aung Si. 2014. 达脑语，一种缅甸濒危语言的记录（页面存档备份，存于）. Endangered Languages Archive.
- Aung Si. 2014. 达脑语鸟名（页面存档备份，存于）. Conference presentation, SEALS 24.
- Shintani, Tadahiko. 2020. The Kanaw （Danaw） language. Linguistic survey of Tay cultural area （LSTCA） no. 127. Tokyo: Research Institute for Languages and Cultures of Asia and Africa （ILCAA）.